# Damaeus groenlandicus
Damaeus groenlandicus är en kvalsterart som först beskrevs av Hammer 1953.  Damaeus groenlandicus ingår i släktet Damaeus och familjen Damaeidae. Inga underarter finns listade i Catalogue of Life.